# 中国畜牧兽医学会
中国畜牧兽医学会是中国畜牧兽医行业的一个学术团体，归中国科协主管并挂靠中国农业大学和中牧集团。

## 历史
1935年6月29日，中国兽医学会成立，蔡无忌任会长。1936年7月18日，中国畜牧学会成立并与中国兽医学会合并为中国畜牧兽医学会。由刘行骥、蔡无忌、程绍迥、罗清生、王兆麟、沈九成、陈瞬耘等9人在南京组建并成立第一届理事会，蔡无忌任首届会长。1937年抗日战争爆发后，学会停止运作。1942年，在成都重新成立第二届理事会，并由陈之长任理事长。1947年之后，学会活动因国共战争基本停止。
1950年，熊大仕发起恢复行动。1955年成立第三届理事会，陈凌风任理事长。同时，协会归口农业部管理。1959年选举第四届理事会，陈凌风连任理事长。1963年，第五届理事会成立，程绍迥任理事长。1966年，文化大革命爆发，学会活动停止。1978年，学会再次恢复工作并产生第六届理事会，程绍迥再次当选理事长。1982年，第七届理事会产生并由陈凌风任理事长。1986年，第八届理事会产生，陈凌风连任。1991年及1996年的第九届及第十届理事会的理事长均由陈耀春担任。1993年，中国畜牧兽医学会作为国家会员加入世界畜牧学会（World Association for Animal Production，WAAP）。2001年，选举第十一届理事会并由吴常信当选理事长。2006年10月，陈焕春当选为第十二届理事会理事长。2011年。陈焕春当选为第十三届理事长。2016年11月，黄路生当选中国畜牧兽医学会第十四届理事长。2021年，黄路生连任十五届理事会理事长。

## 组织机构
截止2009年，中国畜牧兽医学会共有学科分会34个、个人会员近6万名、团体会员390多个。中国畜牧兽医学会主办刊物有《中国畜牧杂志》、《中国兽医杂志》、《畜牧兽医学报》、《动物营养学报》等。
历任理事长如下：
- 蔡无忌任首届会长（1936-1942）
- 陈之长任第二届理事长（1942-1947）
- 陈凌风任第三、四届理事长（1955-1963）
- 程绍迥任第五、六届理事长（1963-1966，1978-1982）
- 陈凌风任第七、八届理事长（1982-1991）
- 陈耀春任第九、十届理事长（1991-2001）
- 吴常信任第十一届理事长（2001-2006）
- 陈焕春任第十二、十三届理事长（2006-2016）
- 黄路生任第十四、十五届理事长（2016-2026）